# Felicitas Heyne
Felicitas Heyne (* 28. Dezember 1966 in Heidelberg) ist eine deutsche Psychologin und Buchautorin. In ihren Werken setzt sie sich mit den Themen Partnerschaft und Glück auseinander. Ihre Bücher sind u. a. im Goldmann Verlag und bei Orell Füssli erschienen. Nach mehrjährigem Aufenthalt auf Gran Canaria lebt und arbeitet sie seit 2017 wieder in Deutschland.

## Publikationen
- Fremdenverkehr. Warum wir so viel über Sex reden und trotzdem keinen mehr haben. (2012) ISBN 9783442172986
- Online zur Traumfrau (2012) ISBN 9783280054451
- Glücksfitness. Das individuelle Training für mehr Lebensfreude (2012) ISBN 9783451063558
- In 90 Tagen zum Traummann (2010) ISBN 9783280053935
- Hassgeliebte Schwiegermutter (2008) ISBN 9783636063991